# Ruta Estatal de Nevada 156
La Ruta Estatal de Nevada 156, y abreviada SR 156 (en inglés: Nevada State Route 156) es una carretera estatal estadounidense ubicada en el estado de Nevada. La carretera inicia en el Oeste desde la Lee Canyon hacia el Este en la US 95     en Indian Springs. La carretera tiene una longitud de 28,3 km (17.592 mi).

## Mantenimiento
Al igual que las autopistas interestatales, y las rutas federales y el resto de carreteras estatales, la Ruta Estatal de Nevada 156 es administrada y mantenida por el Departamento de Transporte de Nevada por sus siglas en inglés Nevada DOT.

## Cruces
La Ruta Estatal de Nevada 156 es atravesada principalmente por la  SR 158     en Deer Creek Road.